# مارگاریتا تر-سیمونیان
مارگاریتا پوغوسی تر-سیمونیان (ارمنی: Մարգարիտ Պողոսի Տեր-Սիմոնյան؛ انگلیسی: Margarit Ter-Simonyan؛ ۲۴ فوریهٔ ۱۹۲۸ - درگذشته ۲۰۰۶) موسیقی‌شناس تاریخ‌نگار هنر اهل ارمنستان بود.

## زندگی‌نامه
وی در ۲۴ فوریهٔ ۱۹۲۸ در تفلیس به دنیا آمد و از کنسرواتوار دولتی کومیتاس ایروان (۱۹۵۱) فارغ‌التحصیل گشت. وی در انستیتو هنری (۱۹۶۰–۱۹۹۱) فعالیت کرد. وی برنده جوایزی همچون چهره هنری شایسته جمهوری ارمنستان (۱۹۹۰) شد. وی در ۲۰۰۶ در سن ۷۸ سالگی درگذشت

## یادداشت
1. ↑  արվեստագիտության թեկնածու